# کوستادین دژامبازوف
کوستادین دژامبازوف (انگلیسی: Kostadin Dzhambazov؛ زادهٔ ۶ ژوئیهٔ ۱۹۸۰) بازیکن فوتبال اهل بلغارستان است.
از باشگاه‌هایی که در آن بازی کرده است می‌توان به باشگاه فوتبال لیتکس لووچ و باشگاه فوتبال خزر لنکران اشاره کرد.